# Andreas Skovgaard
Andreas Skovgaard Larsen (* 27. März 1997 in Hagendrup) ist ein dänischer Fußballspieler. 

## Karriere

### Verein
Skovgaard begann mit dem Fußballspielen bei Kalundborg GB sowie Farum BK und wechselte später in die Nachwuchsakademie des FC Nordsjælland. Am 28. Februar 2016 gab er beim 1:1-Unentschieden am 19. Spieltag der Superliga im Auswärtsspiel gegen Viborg FF sein Debüt im Herrenbereich. Am 23. März 2016 erhielt Skovgaard einen bis zum 31. Dezember 2018 laufenden Vertrag. Nach dessen Ende ging er in die Niederlande zum SC Heerenveen, wo er allerdings nur in der Reservemannschaft zum Einsatz kam und so wurde der Abwehrspieler für die Saison 2020 an den schwedischen Erstligisten Örebro SK verliehen. Nach guten Leistungen verpflichtete ihn der Verein dann fest. Im Februar 2022 folgte ein weiterer Wechsel zu Brann Bergen nach Norwegen.

### Nationalmannschaft
Von 2016 bis 2018 absolvierte Skovgaard insgesamt fünf Partien für diverse dänische Jugendnationalmannschaften.